# Alt St. Maternus

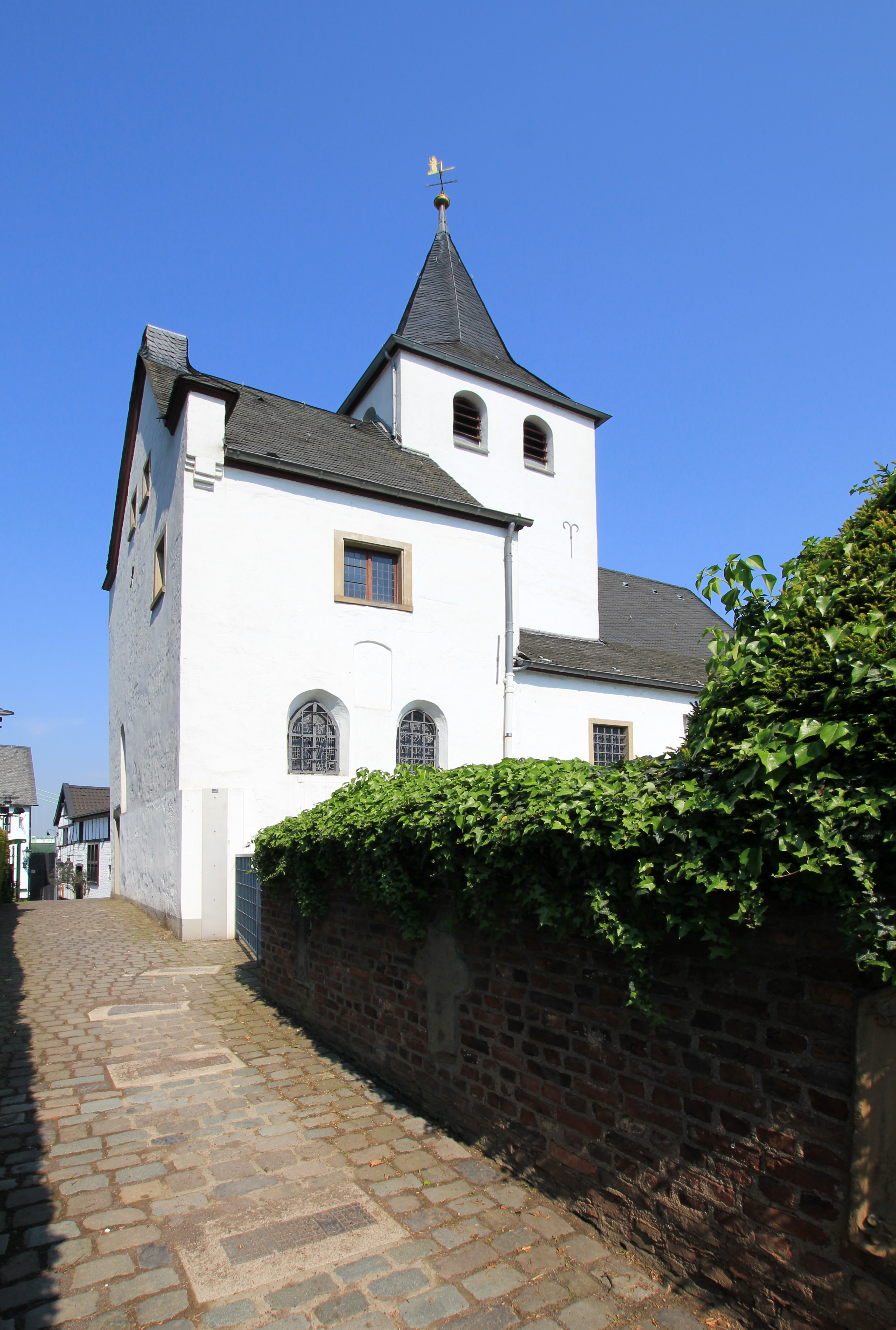
Alt St. Maternus, 10. Jahrhundert

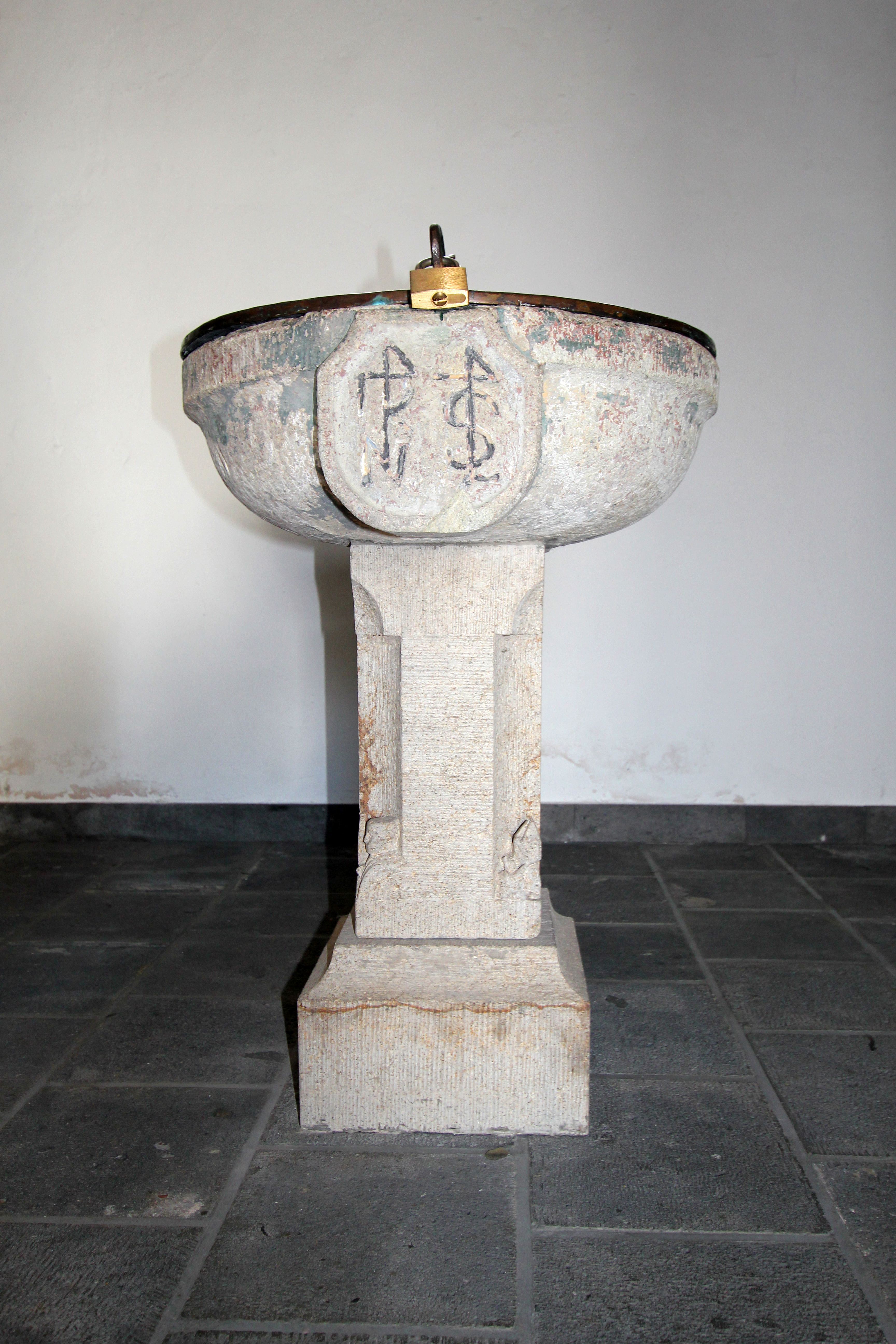
Taufstein der Kirche

Die Kirche Alt Sankt Maternus, auch das „Kapellchen“ genannt, liegt dicht am Rhein im alten historischen Ortskern des Kölner Vorortes Köln-Rodenkirchen. Die Kirche gehört zu den 13 kleinen romanischen ehemaligen Dorfkirchen vor der mittelalterlichen Stadtmauer Kölns. Sie wird vom Förderverein Romanische Kirchen Köln betreut.

## Frühgeschichte der Kirche
Memoriensteine, die 1925 bei Sanierungsarbeiten in den Mauern entdeckt wurden, stammen aus frühchristlicher Zeit. Verwendet wurden diese Steine in der Regel nur an Kirchen mit Tauf- und Begräbnisrecht, welches den Pfarrkirchen vorbehalten ist. Insofern ist ein frühchristlicher Vorgängerbau möglich oder sogar wahrscheinlich.

### Der Kirchenbau
Die Kirche besteht aus zwei Schiffen mit Chor und Sakristei. Sie ist in unterschiedlichen Bauperioden entstanden. Der ältere Teil, das Mittelschiff mit seiner halbrunden Apsis, ist wohl aus dem 10. Jahrhundert. Daran baute man im 15. Jahrhundert ein Seitenschiff mit gotisch gestalteten Fenstern und im 17. Jahrhundert einen westlich davor liegenden Turm an. In diesem massiven Turm wurden mehrere Zimmer eingerichtet, welche in früheren Jahrhunderten dem Küster als Wohnraum dienten.
Der Innenraum wird schon im letzten Viertel des 19. Jahrhunderts als „wenig erwähnenswert“ bezeichnet.

### Aufzeichnungen zum Inventar
Im Dezember 1731 wurde durch Aufbruch des Tabernakels eine ältere Monstranz geraubt, eine neue aus purem Silber in Teilen vergoldet besorgte Pater Dionysius, „Unbeschuhter Carmeliter zu Köln“, aus Augsburg zum Preis von 81 Talern und 25 Albus. Auch diese blieb nicht erhalten, sie wurde im Jahr 1817 wegen der herrschenden großen Armut für 72 Taler und 40 Stüber veräußert.
Die beiden Glocken der alten Maternuskirche blieben nur vorübergehend durch Spenden in Höhe von 400 Reichstalern der Gemeinde erhalten. Ursprünglich sollten sie dem Glockengießermeister Rodenkirchen zu Deutz, welcher den Auftrag für die Glocken der neuen Pfarrkirche erhalten hatte, in Zahlung gegeben werden.
Die Glocken trugen die Inschriften:
- Maria heißen ich, zum Dienste Gottes rufen ich, anno 1673
- In honorem St. Materni.[1]

1873 goss dann Andreas Rodenkirchen eine neue Glocke. Sie hat einen Durchmesser von 411 mm, wiegt etwa 40 kg und erklingt im Schlagton b2 –2. Das zweite Gefach des kleinen Holzglockenstuhles ist frei.
Eine Madonna von 1470 befindet sich jetzt in der neuen Kirche.

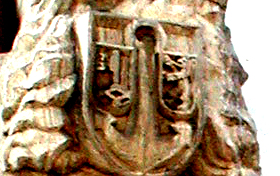
Das Rodenkirchener Wappen, Detail mit Anker, dem Kölner Petrischlüssel und dem Bergischen Löwen

In der zum Rhein hin außen in der Chorwandung geschaffenen Nische steht eine Figur des heiligen Maternus dargestellt am Steuerruder eines Kahnes und in einer Hand als Attribut eine Mitra tragend. Sie gab in früheren Zeiten den vorbeifahrenden Schiffern Anlass zur Fürbitte zu ihrem Schutzpatron.
Darunter ist in einem Wellenkranz das Wappen von Rodenkirchen mit Anker, dem Kölner Petrischlüssel und dem Bergischen Löwen dargestellt.

### Der alte Kirchhof
Der alte Gottesacker, ehemals die Kirche umgebend, ist in einem kleinen der Kirche anliegenden Bereich noch vorhanden. Die Grabsteine sind jedoch sehr stark verwittert und die Inschriften nur noch schwer lesbar.

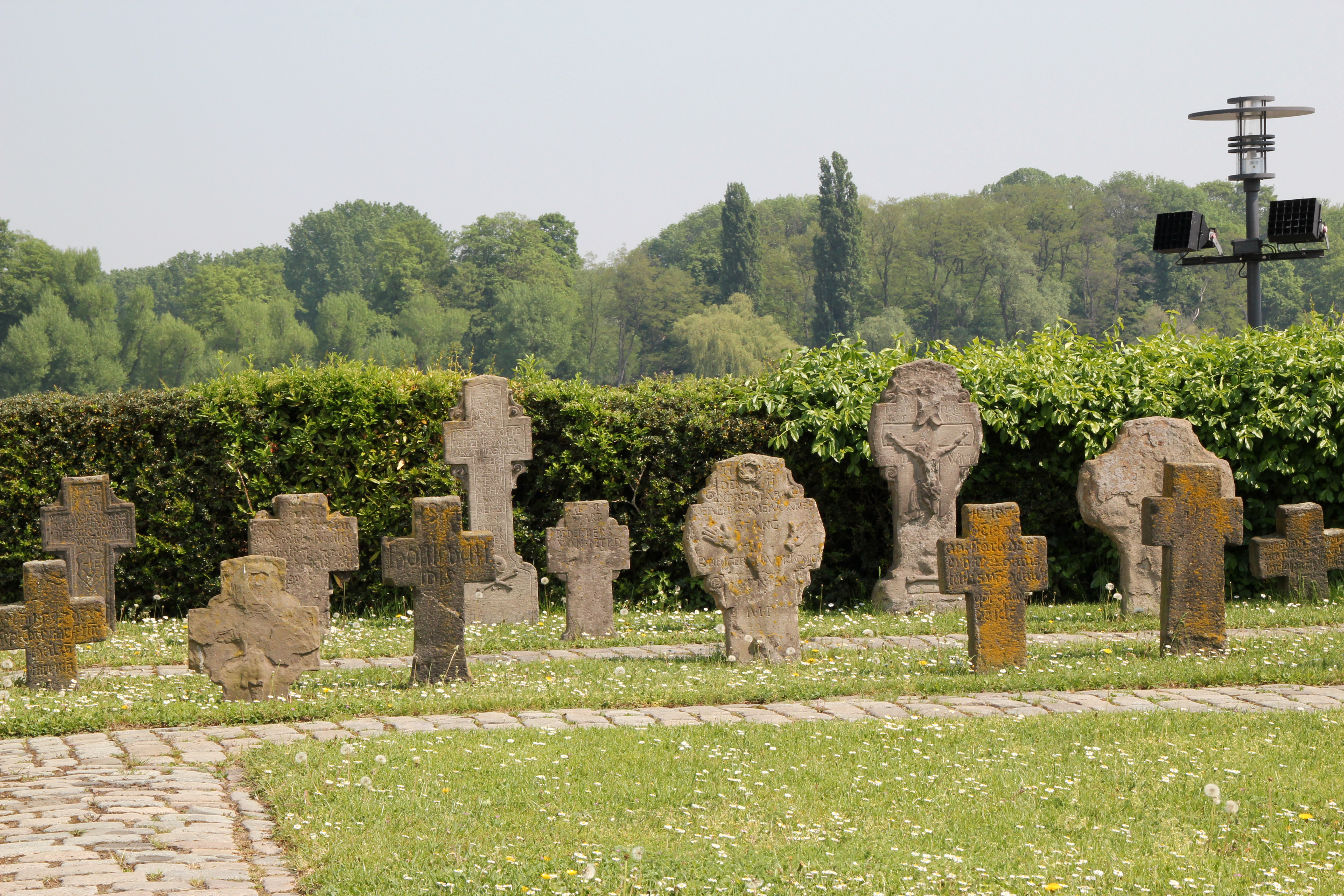
Der alte Kirchhof, neben Alt St. Maternus

In dem jülisch-bergischen Erkundigungsbuch heißt es im Jahr 1550: „Als der Pastor anzeigt, der Kirchhof werde von Schiffsleuten und Jungen verunstaltet und verwüstet worden sei, will der Amtmann gebührliches Instand thun, dass solches gebessert werde“.
Im Jahr 1854 wurde durch die Zivilgemeinde ein Grundstück im Westen des Ortes als neuer Friedhof angelegt, und mit einer schönen Mauer umgeben. Die Geistlichkeit musste sich bereit erklären, einen Teil des Geländes für Nichtkatholiken freizuhalten.

### Einkommen und Zuständigkeiten
Das Einkommen der Kirche war gering. Die den großen geistlichen Korporationen zugehörigen Güter lieferten vor der Säkularisation für den kirchlichen Bedarf nur Wachs und andere Naturalien.
Für das Jahr 1827 wurden dann folgende Angaben zu den Geldeinnahmen verzeichnet:
- An Zinsen aus Kapitalien 44 Reichstaler und 24 Sgr.
- Aus Grundrenten 8 Reichstaler und 10 Sgr.
- Aus Landpacht 23 Sgr.
- An Opfergaben 26 Reichstaler und 1 Sgr.

Die Baupflicht der Kirche lag bis zu Säkularisation bei dem Stift St. Severin als Großdecimator. In einem Edikt der 
kurfürstlichen Landesregierung zu Düsseldorf unter Karl Theodor (Pfalz und Bayern) von 1751 war entschieden worden, dass alle, welche von harten
Zehntfrüchten also Weizen, Roggen, Hafer, Gerste und dergleichen partizipieren, zum Bau des Kirchenschiffes, die Inhaber des kleinen Zehnten aber zum Bau des Chores und, wo solcher nicht erhoben wird, auch die ersteren dazu verpflichtet sein sollten.

## Die Hochwasserlage
Obwohl die Kirche mit anliegendem Kirchhof eine etwas erhöhte Lage hat, war sie nie vor Hochwasser und dessen Schäden sicher. So heißt es im 18. Jahrhundert:
„Das Mauerwerk um die Kirche ist angefangen im August 1764 und geendigt im Juni 1766. Im Fundamente sind gelegt eichene Schwellen und Bäume ineinander gezapft, darauf dicke eichene Bretter und über denselben schwere Hausteine an einander geklammert und mit Ankern versehen“.
So wie aus frühchristlicher Zeit viele Märtyrer oder Heilige als Schutzpatron fungieren, gilt der heilige Maternus als Fürsprecher und Helfer in Wassernöten. Im Zusammenhang mit den immer wieder auftretenden Hochwassern des Rheinstromes auch in Köln-Rodenkirchen sollen schon im Mittelalter von der Maternuskirche ausgehend der Fürbitte dienende Schiffsprozessionen stattgefunden haben.

## Das Ende als Pfarrkirche
Als durch Anwachsen der Bevölkerung Mitte des 19. Jahrhunderts Überlegungen angestellt wurden, eine neue Kirche zu bauen, gaben zwei Zufälle den Ausschlag für einen Neubau. Zum einen wurde die Gemeinde, und damit auch die Kirche, erneut von einem katastrophalen Hochwasser heimgesucht, zum anderen wurden ihr die nötigen Geldmittel durch den im Jahr 1857 verstorbenen Gutsbesitzer des Fronhofes zu Rodenkirchen zuteil, welcher 1856 der Gemeinde für den Neubau einer Kirche 15.000 Reichstaler legiert hatte. 1867 wurde auf höher gelegenem Gelände die neue Kirche konsekriert, auch sie wurde dem heiligen Maternus geweiht.

## Das Viertel Alt St. Maternus heute

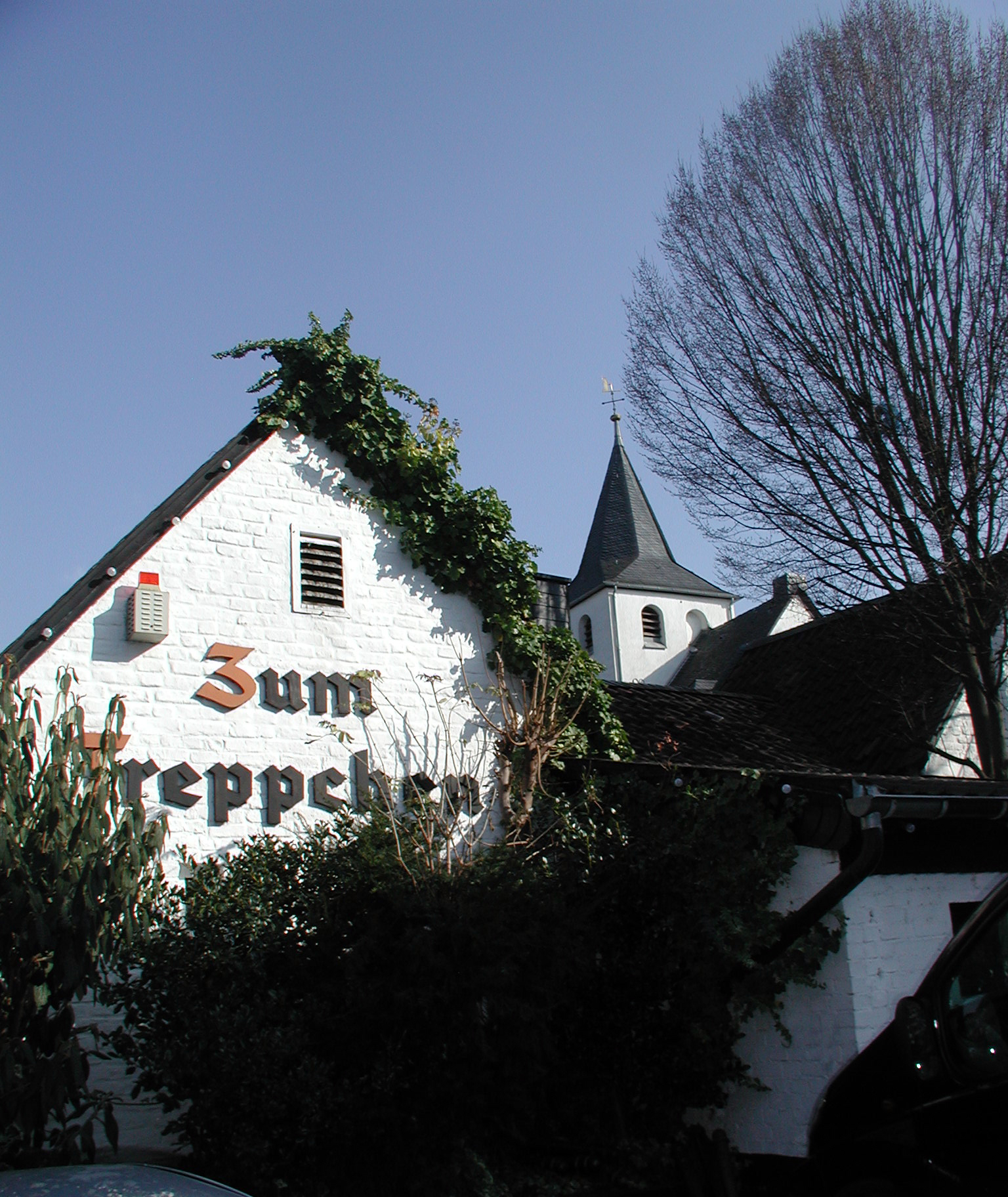
Das Viertel Alt St. Maternus

Nach schon in früheren Jahren vorgenommenen Baumaßnahmen zum Hochwasserschutz haben im April 2006 erneut Bauarbeiten am
Rodenkirchener Leinpfad begonnen.
So soll durch die auch 2007 andauernden Arbeiten endgültig eine umfassende Absicherung der Ortschaft erreicht werden.
Der besonders gefährdete historische Ortskern an den alten schmalen Dorfgässchen Steinweg, Auf dem Brand und Kirchstraße ist wohl immer am stärksten betroffen gewesen.
In diesem Viertel, auch „Fischerdorf“ genannt, steht das aus dem Jahre 1556 stammende Haus „Gaststätte zum Treppchen“. Das heutige „Restaurant Fährhaus“, welches mit zwei zweigeschossigen Fachwerkhäusern des 18. Jahrhunderts an den ehemaligen Fährbetrieb zur anderen Rheinseite erinnert, und letztendlich die uralte Pfarrkirche Sankt Maternus.
Auch um den Auflagen des Denkmalschutzes nachzukommen, werden die angeführten Baulichkeiten in Zukunft dauerhaft geschützt und gesichert sein.